# 東格洛布 (亞利桑那州)
東格洛布（英語：East Globe）是位於美國亞利桑那州希拉縣的一個人口普查指定地區。根據2010年美國人口普查，該地人口為226人，而該地的面積約為8.93平方千米。

## 地理
東格洛布的座標為33°21′04″N 110°42′19″W / 33.35111°N 110.70528°W，而該地最高點為海拔高度1041米（即3125英尺）。